# Tonlé Sap
Tonlé Sap (tiếng Khmer: ទន្លេសាប) là một phụ lưu của sông Mê Kông tại Campuchia. Sông này thông nước từ hồ Tonlé Sap ra sông Mê Kông, hợp lưu tại thủ đô Phnôm Pênh.
Sông Tonlé Sap dài 147 km, bắt đầu từ phía đông nam hồ Tonlé Sap. Vào mùa khô, dòng nước từ hồ chảy ra sông Mê Kông, còn vào mùa mưa (tháng 5 đến tháng 10 hàng năm) do đón dòng nước lũ của sông Mê Kông nên dòng chảy sông Tonlé Sap bị đảo chiều chảy ngược về phía hồ.